# سونیک اند سگا آل‌استارز ریسینگ
سونیک اند سگا آل‌استارز ریسینگ (به انگلیسی: Sonic & Sega All-Stars Racing) بازی ویدئویی مسابقه کارتینگ توسعه‌یافته توسط سومو دیجیتال می‌باشد که در سال ۲۰۱۰ توسط سگا منتشر گردید. این بازی برای وی، ایکس‌باکس ۳۶۰، پلی‌استیشن ۳، نینتندو دی‌اس و ویندوز منتشر گردیده‌است و در آن چندتا از شخصیت‌های متفاوت فرنچایزهای سگا نیز حضور دارند. این بازی سومین عنوان در مجموعهٔ سگا آل‌استارز می‌باشد و پیش از سگا سوپراستارز تنیس آمده‌است. نسخهٔ موبایل بازی توسط گیم‌لافت توسعه‌یافته و در ژوئن سال ۲۰۱۱ به‌طور پرداختی برای آی‌اواس در دسترس قرار گرفت. نسخهٔ اواس ده نیز در آوریل سال ۲۰۱۳ توسط فرال اینتراکتیو منتشر شد.

## گیم‌پلی
این بازی یک مسابقه کارتینگ با شخصیت‌های نمادین است که مشابه بازی‌های هم‌سبک خود مانند Mario Kart، Konami Krazy Racers و Crash Team Racing عمل می‌کند. بازیکنان می‌توانند از بین ۲۰ شخصیت مختلف از فرنچایزهای سگا مانند Sonic the Hedgehog، Crazy Taxi و Fantasy Zone یکی را برای مسابقه انتخاب کنند. شخصیت‌ها در پیست‌های مختلفی با تم فرنچایزهای سگا مسابقه می‌دهند و با جمع‌آوری قدرت‌افزاها می‌توانند سرعت خود را افزایش دهند یا حریفان را مختل کنند. این آیتم‌ها دارای اثر سنگ-کاغذ-قیچی هستند، به این معنی که برخی آیتم‌ها می‌توانند برای دفاع در برابر دیگران استفاده شوند. همچنین، اگر بازیکنان سه عدد از یک آیتم را جمع‌آوری کنند، می‌توانند آن‌ها را همزمان شلیک یا فعال کنند. افزایش سرعت اضافی نیز با اجرای موفقیت‌آمیز درایفت (که درایفت‌های طولانی‌تر افزایش سرعت بیشتری می‌دهند) یا انجام حرکات نمایشی در هوا به دست می‌آید.  
مانند بازی قبلی سامو برای سگا، Sega Superstars Tennis، هر شخصیت دارای یک توانایی ویژه (به نام "All-Star Move") است که مختص خودش است و می‌تواند از آن برای کسب مزیت استفاده کند (مثلاً سونیک به سوپر سونیک تبدیل می‌شود یا AiAi با توپ میمونی خود حرکت می‌کند). این توانایی زمانی در دسترس قرار می‌گیرد که بازیکن در جایگاه پایین‌تری در مسابقه باشد. مدت زمان تأثیر این حرکت بستگی به موقعیت فعلی شخصیت دارد. به دلیل مشکلات تأخیر شبکه، این حرکت در مسابقات آنلاین قابل استفاده نیست.  
وسیله‌های نقلیه به سه دسته مختلف تقسیم می‌شوند: ماشین‌ها، موتورسیکلت‌ها و هاورکرافت‌ها. با توجه به تغییرات سطح پیست‌ها، هر وسیله ممکن است در برخی سطوح عملکرد بهتری داشته باشد یا با محدودیت مواجه شود. ماشین‌ها از نظر وزن و سرعت متفاوت هستند و برخی در سطوح خاصی بهتر عمل می‌کنند. موتورسیکلت‌ها شتاب بالایی دارند و می‌توانند حرکات نمایشی روی زمین انجام دهند تا افزایش سرعت بگیرند، اما به راحتی توسط وسایل سنگین‌تر تحت تأثیر قرار می‌گیرند. هاورکرافت‌ها تحت تأثیر نوع سطح زمین نیستند و می‌توانند پس از پرش حرکات نمایشی متعددی انجام دهند، اما کنترل ضعیف‌تر و شتاب کمتری دارند. تمام وسایل نقلیه همچنین صدای موتور مخصوص به خود را دارند.  
با پیشرفت در بازی، بازیکنان می‌توانند "Sega Miles" کسب کنند که می‌توان آن را در فروشگاه داخل بازی خرج کرد تا محتوای اضافی مانند شخصیت‌ها، پیست‌ها و آهنگ‌ها باز شود. این بازی در مجموع دارای ۲۴ پیست است که بر اساس مکان‌هایی از Sonic Heroes، Super Monkey Ball: Banana Blitz، Billy Hatcher and the Giant Egg، Jet Set Radio Future، Samba de Amigo و The House of the Dead طراحی شده‌اند.  
چهار حالت تک‌نفره در بازی وجود دارد: Grand Prix، Single Race، Missions و Time Trials. حالت‌های چندنفره محلی (تا ۴ بازیکن) شامل Free Race، Arena، King of the Hill، Collect the Emeralds و Capture the Chao می‌شود. همچنین گزینه‌های قابل تنظیم برای بازی آنلاین تا ۸ بازیکن وجود دارد (نسخه DS تا ۴ بازیکن و نسخه PC بدون پشتیبانی آنلاین).  
موسیقی بازی شامل آهنگ‌های قدیمی و جدیدی از فرنچایزهای سونیک و سگا است و همچنین قطعات اصلی از هنرمندانی مانند ریچارد جکس در آن گنجانده شده است. هر مسیر با یک آهنگ شروع می‌شود و با کسب Sega Miles آهنگ‌های بیشتری باز می‌شوند. نسخه Nintendo DS بازی شامل تنظیمات MIDI از آهنگ‌ها است که توسط الیستر بریمبل و آنتونی پوتسن از Orchestral Media Developments ساخته شده‌اند.  
نسخه Wii از چندین طرح کنترل مختلف پشتیبانی می‌کند، از جمله کنترل حرکتی و استفاده از کنترلر کلاسیک، در حالی که نسخه DS با accessory Rumble Pak سازگار است. نسخه آرکید محتوای کمتری دارد و تنها شامل ۱۳ شخصیت و پیست است و دارای سیستم صدور بلیت است. نسخه Java ME نیز فقط شامل ۱۰ شخصیت و ۸ پیست می‌شود.

## قسمت بعدی
در نمایشگاه اسباب بازی نیویورک در سال ۲۰۱۲، سگا یک خط تولید اسباب بازی جدید بر اساس این بازی معرفی کرد و به کوتاکو تأیید کرد که یک دنباله در حال ساخت است که قرار بود در همان سال رونمایی شود. این بازی بعدها با نام Sonic & All-Stars Racing Transformed اعلام شد و در سال ۲۰۱۲ برای کنسول های Wii U، پلی استیشن ۳، پلی استیشن ویتا و ایکس باکس ۳۶۰ منتشر گردید. نسخه های نینتندو ۳دی اس و مایکروسافت ویندوز در سال ۲۰۱۳ و نسخه های iOS و اندروید نیز در سال ۲۰۱۴ عرضه شدند.